# Guillaume Dubarry
 (juillet 2012).
Si vous disposez d'ouvrages ou d'articles de référence ou si vous connaissez des sites web de qualité traitant du thème abordé ici, merci de compléter l'article en donnant les références utiles à sa vérifiabilité et en les liant à la section « Notes et références ».
Pour les articles homonymes, voir Dubarry.
Guillaume Dubarry, comte Dubarry (ou du Barry) et de Roquelaure, plus tard seigneur de Reynerie, né le 18 juin 1732 à Lévignac et mort le 2 août 1811 à Toulouse, est un noble français. Il est essentiellement connu pour avoir contracté, sur les instances de son frère Jean-Baptiste Dubarry, un mariage blanc avec Jeanne Bécu, plus connue sous le nom de Madame du Barry, dernière maîtresse officielle de Louis XV, roi de France. Il a ainsi pu amplement bénéficier des largesses du pouvoir royal.

## Biographie

### Famille et Jeunesse
Le nom « Dubarry » est porté dès le XVe siècle aux environs de Toulouse. Les armes de cette famille s'énoncent : de gueules à une tierce d'or posée en barre, un lion contourné de même brochant sur le tout et une autruche d'argent posée au canton senestre de la pointe.
Les Dubarry vivaient noblement, c'est-à-dire de leurs propres revenus, sans y joindre aucun état, fortune ni industrie. La famille s'installe au XVIe siècle à Lévignac-sur-Save, d'où elle ne va bouger qu'au milieu du XVIIIe siècle. Plusieurs de ses membres reçoivent des charges consulaires et sont qualifiés de « gouverneur de Lévignac ».[réf. nécessaire]
Guillaume est fils d'Antoine Dubarry (1674—1744), capitaine au régiment de l'Isle-de-France, et de Marguerite Catherine Cécile Thérèse de La Caze (?—1784), mariés en 1722. Il embrasse dès son plus jeune âge la carrière militaire. À la fin de l'année 1746, il entre comme lieutenant au régiment des Cantabres. En 1750, il passe à Saint-Domingue en qualité de lieutenant puis est promu, le 1er mai 1758, capitaine d'une compagnie de troupes détachées de la marine. Revenu en France l'année suivante pour cause de santé, il s'établit à Lévignac et à Toulouse. Un coup de fortune imprévu bouleverse alors son existence.

### Mariage blanc avec la future favorite du roi de France
Par une lettre de juin 1768, son frère aîné Jean-Baptiste Dubarry — dit « le Roué » — le réclame à Paris, où il lui promet la fortune. Il projette de le marier à sa propre maîtresse, Jeanne Bécu, afin de pouvoir la présenter à Louis XV et d’en faire la maîtresse officielle du roi. L'union est célébrée le 1er septembre 1768 en l'église Saint-Laurent de Paris. En échange de ce mariage de complaisance, Guillaume peut rentrer chez lui, muni d'une pension annuelle de 5 000 livres. Guillaume reçoit également le comté de L'Isle-Jourdain.

### Retraite

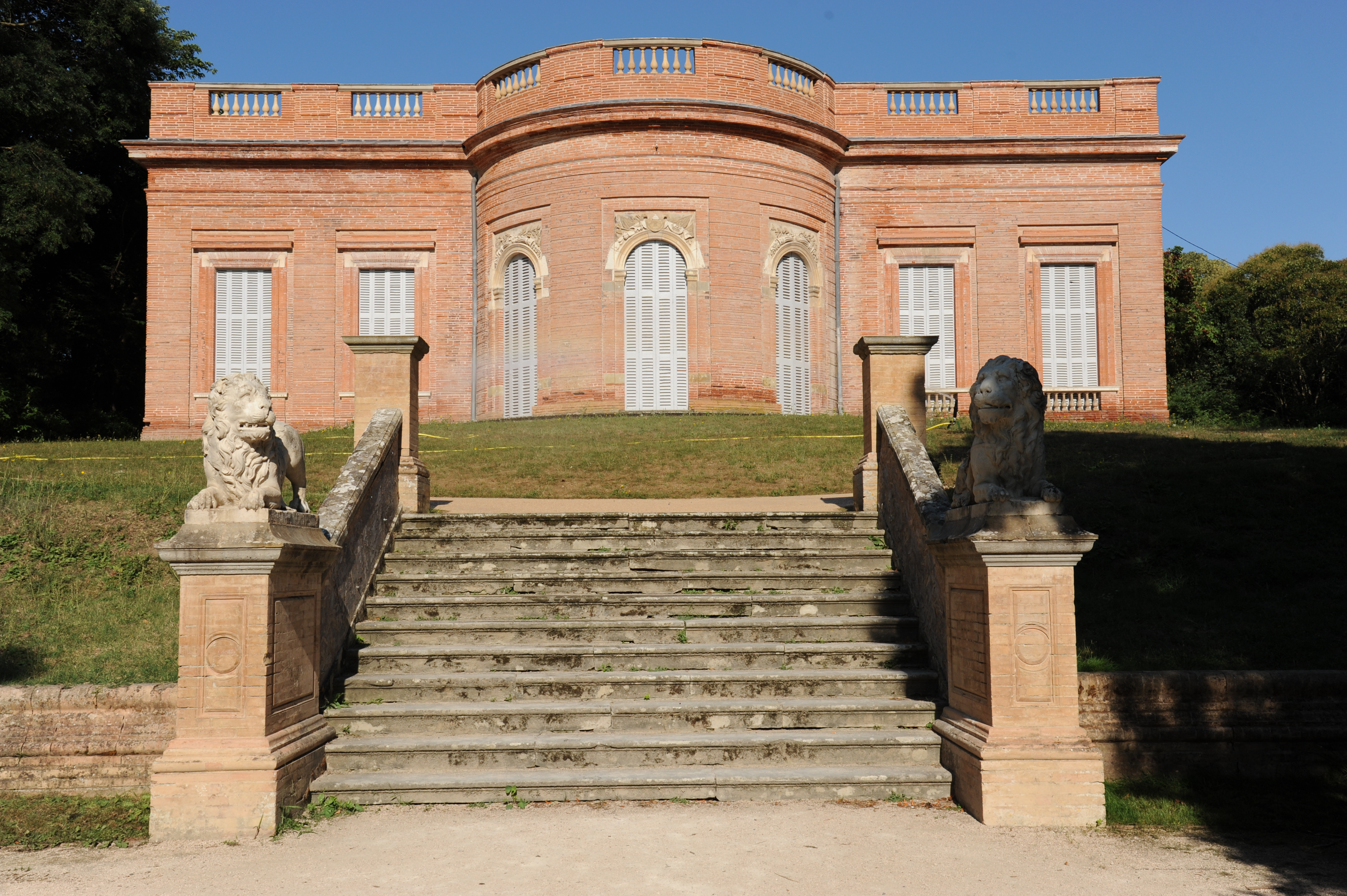
Le château de Reynerie à Toulouse.

De retour à Toulouse, Guillaume s'attache à restaurer son image, ternie dans la bonne société par son mariage avec la « première catin de France ». En 1772, il acquiert du roi (mais en réalité se fait offrir) le duché de Roquelaure, près de la ville d'Auch, avec le château du Rieutort.
Après la mort de Louis XV en mai 1774, ses voisins, parmi lesquels le premier président au parlement de Toulouse Jean-Antoine de Niquet, l'assignent en justice pour de nombreux problèmes de voisinage. Lassé de ces tracasseries, souhaitant se rapprocher de Toulouse, il échange, par acte du 26 février 1781 conclu avec Pierre-Emmanuel de Reversat de Celès, comte de Marsac, conseiller au parlement de Toulouse, le château du Rieutort contre le domaine et le château de Reynerie, consistant en « un château et autres bâtiments, parterre, jardin, vivier, terres labourables, prés, bois et vignes ». Il fait rebâtir la demeure au goût du jour, suivant l'inspiration du château de Bagatelle, près de Paris. Il y entreprend aussi d'importants travaux de décoration intérieure comportant un salon de musique en rotonde, un vestibule de marbre, des dessus-de-porte… Sa vie se partage entre son hôtel particulier de la rue du Sénéchal à Toulouse, où il demeure l'hiver, et sa « folie » de Reynerie, qu'il occupe à la belle saison. Contrairement à son épouse officielle la du Barry et à son frère Jean-Baptiste, tous deux guillotinés à un mois d’intervalle au tournant de l’année 1794, l’une à Paris, l’autre à Toulouse, il n’est pas victime de la Révolution. Ainsi, c'est à la Reynerie qu'il finit ses jours, à l'âge de 79 ans, le 2 août 1811.

### Descendance
Son fils Alexandre Edme Lolo Dubarry, né le 26 novembre 1769 à Paris de son union non légalisée avec Madeleine Lemoine, devient lieutenant-colonel, chevalier de Saint-Louis et officier de la Légion d'honneur ; il est en 1831 l'un des fondateurs de la Société archéologique du Midi de la France. Il meurt à Toulouse le 30 janvier 1838.